# Les Enfants de la crise
Pour plus de détails, voir Fiche technique et Distribution.
Les Enfants de la crise (Wild Boys of the Road) est un film américain réalisé par William A. Wellman sorti en 1933.
Le film se déroule pendant la Grande Dépression des années 1930 aux États-Unis. Des centaines de milliers d'adolescents miséreux, les Hobos, se retrouvent à errer sur les routes, tenaillés par la faim et traqués par la police.

## Synopsis
Tommy Gordon, un adolescent, informe son ami Eddie Smith qu'il va abandonner le lycée pour chercher du travail afin d'aider sa famille en difficulté. Eddie propose alors de parler à son père pour lui trouver un emploi mais hélas son père vient lui-même de perdre son travail. Eddie vend se résout à vendre sa voiture et donne l'argent à sa famille mais lorsque son père continu de rester au chômage, les factures s'accumulent et la famille est menacée d'expulsion. Les deux amis décident de quitter leurs foyer pour alléger le fardeau de leurs familles. Eddie laisse un mot, puis ils montent à bord d'un train de marchandises, où ils rencontrent Sally, une autre adolescente, qui espère que sa tante de Chicago peut l'héberger temporairement. Ils doivent ensuite sauter du train en marche et finissent dans une station de transfert de lait, où de nombreux autres adolescents dans la même situation désespérée qu'eux, tentent de monter à bord de trains.
Lorsqu'ils arrivent dans la ville des vents, ils sont accueillis par la police, qui les informe, ainsi qu'à d'autres clochards, que du fait de la crise économique, ils ne sont pas les bienvenus et ils mettent en détention la plupart d'entre eux. Sally montre cependant la lettre de sa tante, ce qui lui permet de passer et prétend que ses deux compagnons sont ses cousins. Le trio arrive plus tard chez la tante Carrie, qui les accueille dans son appartement. Sa maison se révèle être en réalité un bordel. Avant même qu'ils aient la chance de manger à table, l'endroit subit une descente de police et les adolescents sortent en hâte par une fenêtre. Ils décident alors de continuer leur voyage en train.
Près de Columbus, une fille voyageant seule est violée par le freineur du train et lorsque les autres le découvrent, ils commencent à frapper l'agresseur. Par accident, le serre-frein tombe du train et meurt. Un peu plus tard, alors que le train approche de la ville, tout le monde saute. Tommy se cogne la tête sur un interrupteur et tombe sur la voie devant un train venant en sens inverse. Il rampe désespérément vers la sécurité mais son pied est mutilé et sa jambe doit être amputée. Plus tard, le groupe trouvent refugent dans un  tuyau d'égout près de Cleveland jusqu'à ce que les autorités de la ville décident de le fermer pour décourager le vagabondage. Entre-temps, les jeunes ont volé une jambe prothétique pour Tommy.
Finalement, le trio finit par vivre dans la décharge municipale de New York et Eddie décroche enfin un emploi mais doit trouver 3 $ pour payer un manteau dont le travail a besoin. Ils mendient pour amasser de l'argent. Lorsque deux hommes offrent à Eddie 5 $ pour remettre un billet à la caissière d'un cinéma de l'autre côté de la rue, il saute sur l'occasion. Le billet s'avère être une demande de monnaie. Eddie est arrêté et les deux autres sont également pris en charge lorsqu'ils protestent. Le juge ne peut obtenir d'eux aucune information, notamment sur leurs parents. Cependant, le discours aigri d'Eddie l'émeut. Il rejette les accusations et promet de récupérer le travail d'Eddie pour lui. Il promet également d'aider les deux autres et leur assure que leurs parents vont bientôt reprendre le travail comme par magie.

## Fiche technique
- Titre français : Les Enfants de la crise[1],[2]
- Titre original : Wild Boys of the Road
- Réalisation : William A. Wellman
- Scénario : Daniel Ahern, Earl Baldwin
- Directeur de la photographie : Arthur L. Todd
- Montage : Thomas Pratt
- Genre : Drame, aventure
- Durée : 68 minutes
- Date de sortie : 7 octobre 1933
- Format : Noir et blanc

## Distribution
- Frankie Darro : Edward ’Eddie’ Smith
- Edwin Phillips : Tommy Gordon
- Rochelle Hudson : Grace
- Dorothy Coonan Wellman : Sally
- Sterling Holloway : Ollie
- Arthur Hohl : Dr Henry A. Heckel
- Ann Hovey : Lola
- Minna Gombell : Tante Carrie
- Grant Mitchell : M. James Smith
- Claire McDowell : Mme Smith
- Robert Barrat : Juge R. H. White
- Willard Robertson : Capitaine des détectives
- Adrian Morris : Buggie Maylin

## Production

### Fin alternative
La fin telle que présentée dans le film n'est pas celle voulue par William A. Wellman et lui a été imposée par Jack Warner. À l'origine, après le cri du cœur d'Eddie devant le juge, ce dernier expliquait aux trois adolescents que la loi ne lui laissait pas le choix et leur annonçait leur sentence. Dans la scène finale, le juge regardait par la fenêtre une voiture de police emmenant les adolescents pour leur incarcération.
Jack Warner, trouvant la fin trop dure et déprimante pour le public dans le contexte de l'époque, et contre l'avis de Wellman, obligea ce dernier à adapter une happy end où le juge cède, renonce à condamner les trois adolescents et propose même de les aider. Le New York Times, dans son édition du 16 juillet 1933, déclarera que les producteurs avaient dépouillé le film de sa valeur d'enjeu social.